# Aegis Group plc
Aegis Group plc es un grupo dedicado a la multimedia e investigación de mercados que cotiza en Bolsa de Valores de Londres (AGS). La compañía tiene alrededor de 14.000 empleados en más de 80 países.

## Historia
La división de investigación de mercados de Aegis Group era llevada a través de Synovate. Sin embargo, el grupo vendió Synovate a Ipsos en octubre de 2011.
La división de multimedia y comunicaciones es llevada por Aegis Media, que tienen agencias de medios como Carat y Vizeum, así como Posterscope especialista en marketing digital "out-of-home" e Isobar, líder en marketing y servicios de internet. Aegis también posee otras agencias como De-construct y Glue London en el Reino Unido.
En Francia, Carat es la empresa líder de medios, y Aegis Media es la líder global independiente de medios de internet en Europa, lo cual hace que no que no está atada a ninguna red de publicidad creativa
El empresario Vincent Bolloré, a través de su compañía Bolloré Group, es el accionista principal, controlando el 29,12% de las acciones el 19 de julio de 2006. 
Él se ha presentado en 4 ocasiones diferentes a la dirección de la compañía, pero no ha sido aceptado. En su intento de mayo de 2007 fue rechazado por el 90% de los accionistas que votaron (el 76% del total).
Aegis Group fue creado después de la separación del antiguo WCRS Group plc que fue uno de los grupos de servicios de marketing que más creció en la década de los ochenta. 
WCRS fue dirigida por Peter Scott - la S de WCRS quien decidió separar Aegis como una compañía aparte de la WCRS original, centrándose en la división multimedia del Grupo Carat.
La vieja Agencia WCRS ha vuelto a emerger como parte de un grupo dedicado a la Ingeniería.